# Suter Glacier
Suter Glacier är en glaciär i Antarktis. Den ligger i Östantarktis. Nya Zeeland gör anspråk på området. Suter Glacier ligger 14 meter över havet.
Terrängen runt Suter Glacier är varierad. Havet är nära Suter Glacier söderut. Trakten är obefolkad. Det finns inga samhällen i närheten. 